# 돌파구
돌파구(Charley Varrick)는 미국에서 제작된 돈 시겔 감독의 1973년 범죄, 스릴러 영화이다. 월터 매튜 등이 주연으로 출연하였고 돈 시겔 등이 제작에 참여하였다.

## 출연

### 주연
- 월터 매튜

### 조연
- 조 돈 베이커
- 펠리시아 파
- 앤드류 로빈슨

## 제작진
- 의상: 헬렌 콜빅